# Arctotis
Arctotis L., 1753 è un genere di piante angiosperme dicotiledoni della famiglia delle Asteracee.

## Etimologia
Il nome del genere (Arctotis) deriva dal greco arktos e otos (= "orecchio d'orso"). Il nome scientifico della specie è stato definito da Linneo (1707 – 1778), conosciuto anche come Carl von Linné, biologo e scrittore svedese considerato il padre della moderna classificazione scientifica degli organismi viventi, nella pubblicazione "Species Plantarum" (Sp. Pl. 2:922) del 1753.

## Descrizione

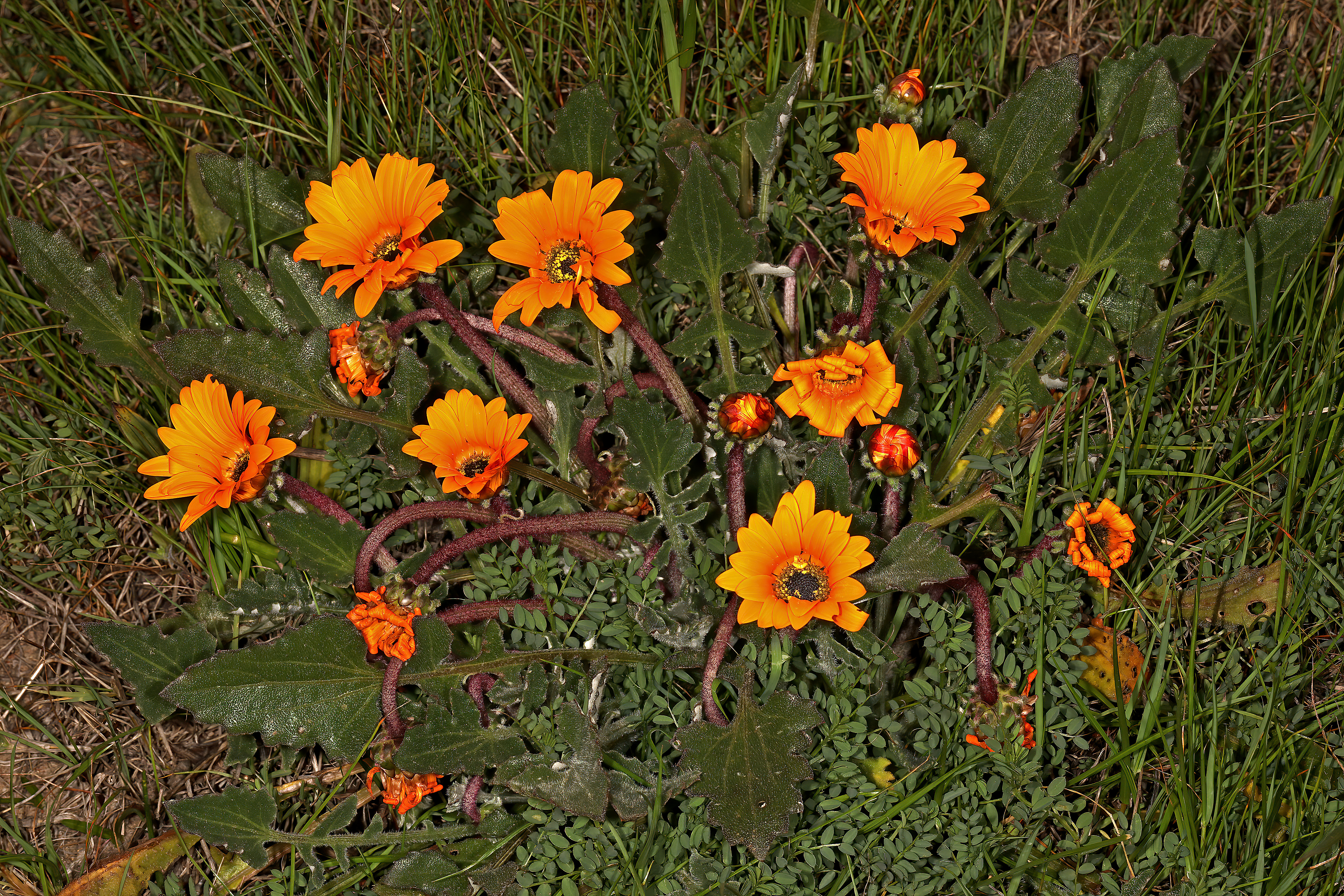
Il portamento
Arctotis acaulis

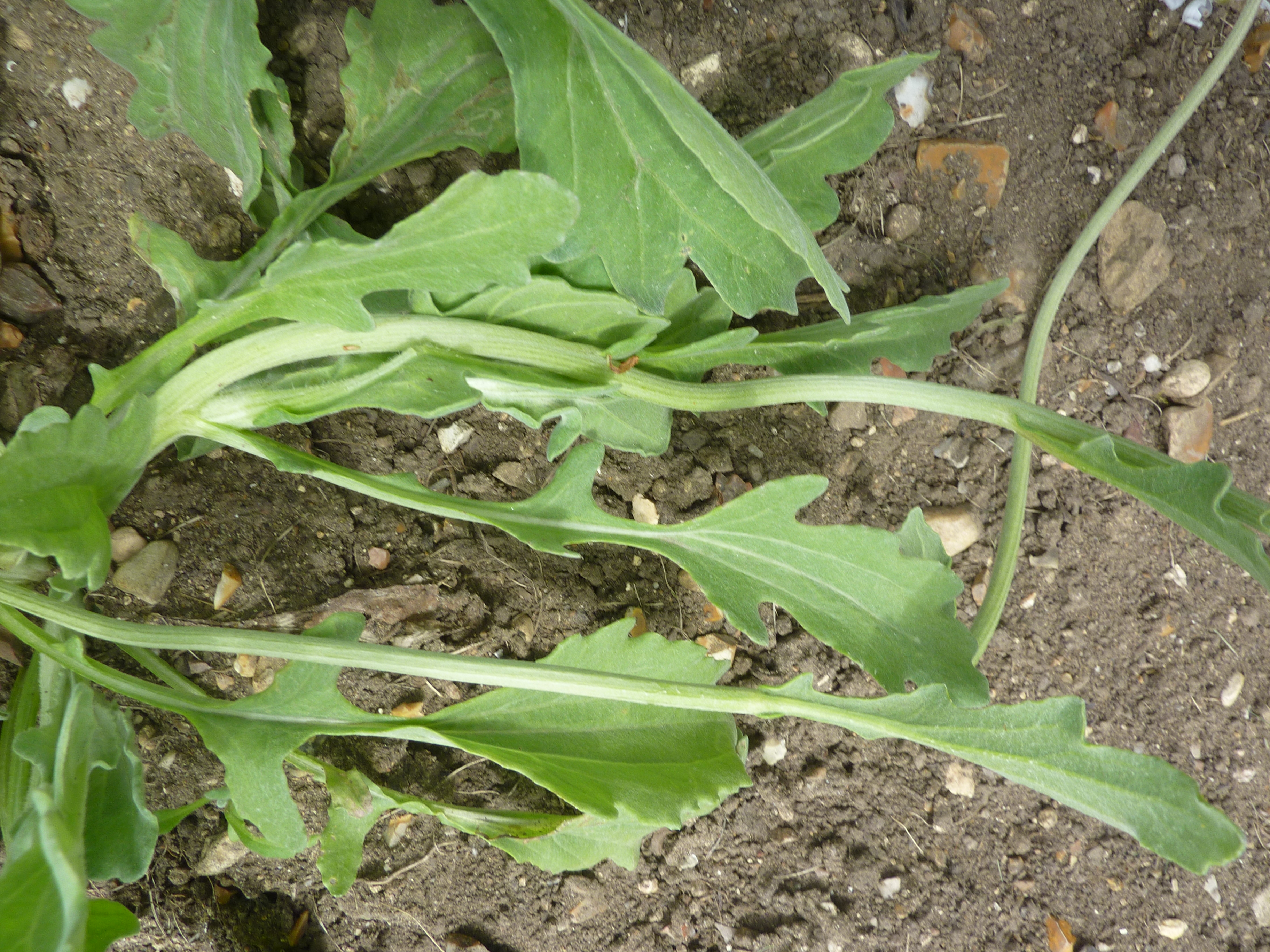
Le foglie
Arctotis grandis

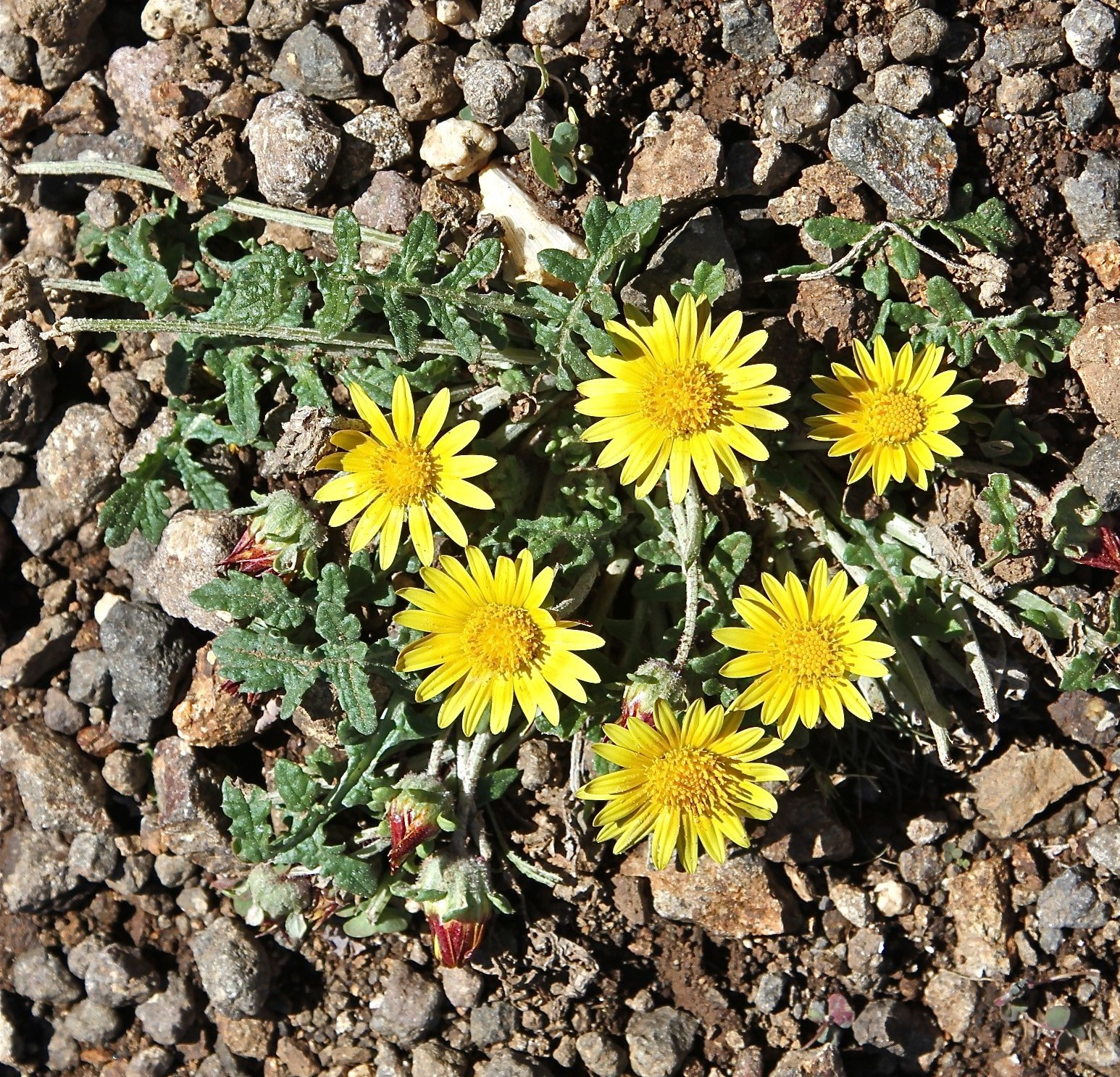
Infiorescenza
Arctotis arctoides

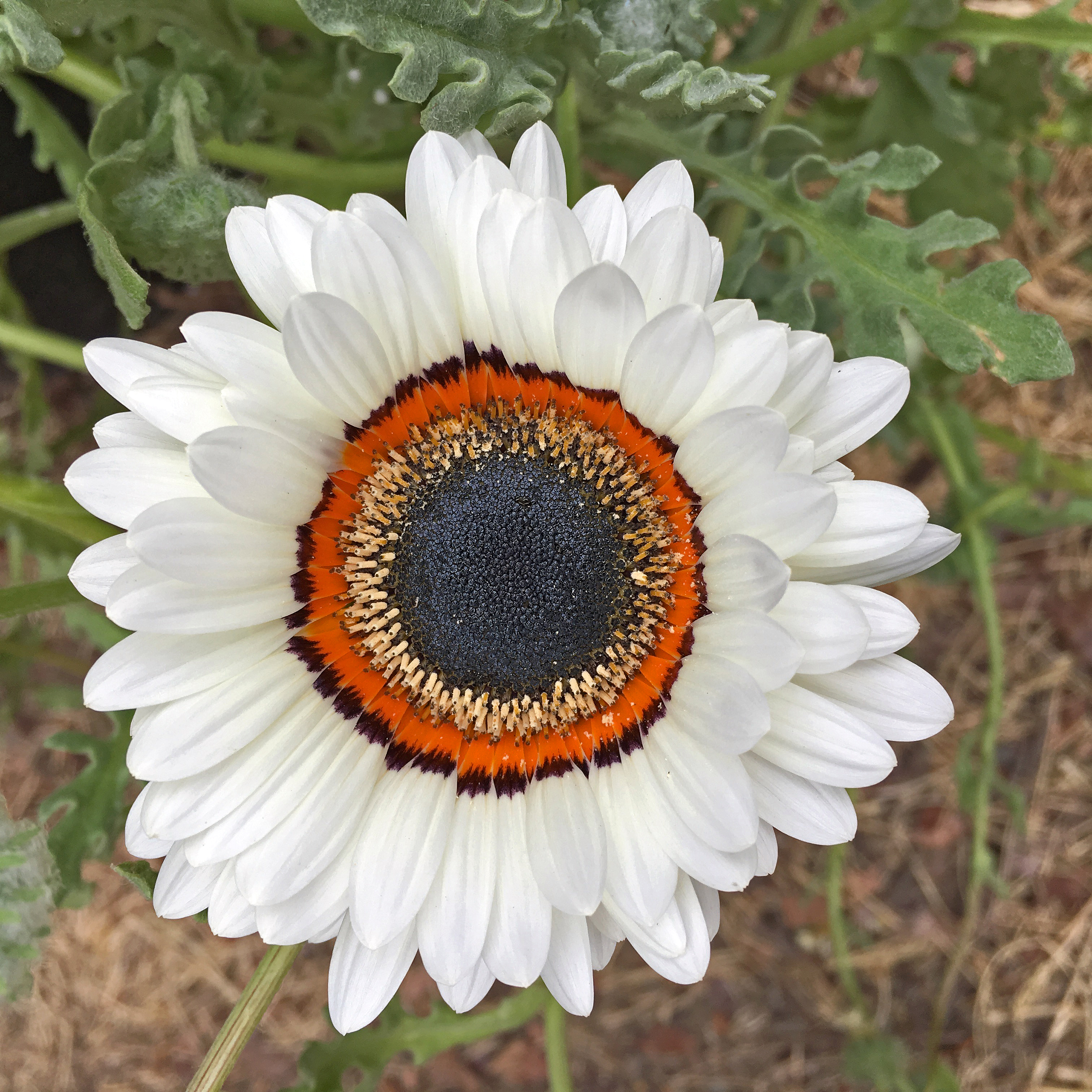
I fiori
Arctotis fastuosa

Le piante di questo genere sono delle erbe o subarbusti, annue o perenni, senza latice e dal portamento cespuglioso compatto. Le superfici in genere sono aracnoido-lanato o ghiandolose. Sono presenti anche portamenti acauli.
Sono presenti sia foglie cauline che radicali (basali). Le foglie lungo il caule hanno una disposizione alternata; le foglie sono molto frastagliate e di colore bianco lanuginoso. La forma può variare da intera o lobata e fino a pennatosetta (o lirato-pennatifida). La superficie è normalmente provviste di peli lanosi. I bordi non sono spinosi.
Le infiorescenze sono composte da capolini per lo più singoli, peduncolati, scaposi. I capolini di tipo radiato ed eterogami, sono formati da un involucro a forma più o meno cilindrica composto da brattee disposte in modo embricato e scalato su più serie all'interno delle quali un ricettacolo fa da base ai fiori tubulosi (quelli centrali o del disco) e ligulati (quelli periferici o del raggio). Le brattee, simili a foglie e con forme lanceolate, sono libere, ed hanno delle appendici a consistenza scarioso-ialina. Il ricettacolo è piatto e alveolato e può essere provvisto di pagliette oppure no.
I fiori sono tetra-ciclici (ossia sono presenti 4 verticilli: calice – corolla – androceo – gineceo) e pentameri (ogni verticillo ha 5 elementi).  I fiori del raggio sono femminili (talvolta sono presenti degli staminoidi, altre volte sono bisessuali) e uniseriati; quelli centrali (del disco) sono numerosi, ermafroditi e fertili o talvolta sono funzionalmente maschili.
- Formula fiorale:

*/x K {\displaystyle \infty }, [C (5), A (5)], G 2 (infero), achenio
Calice: i sepali del calice sono ridotti ad una coroncina di squame.
Corolla: le corolle dei fiori in genere sono corte e di due tipi. Quelle dei fiori periferici sono raggianti a forma ligulata (zigomorfi) terminati con tre lobi; il colore è giallo, arancio, crema, bianco, rosa, violetto o blu. Quelle del disco (i fiori centrali), sono tubulosi (attinomorfi e imbutiformi) con delle corolle che terminano con 5 lobi poco profondi. A volte sono presenti in posizione apicale degli ispessimenti a forma di delta e colori più vividi.
Androceo: gli stami sono 5 con filamenti liberi e distinti, mentre le antere, sagittate, sono saldate in un manicotto (o tubo) circondante lo stilo. Le appendici apicali delle antere sono brevi e arrotondate (o ottuse). Le teche sono speronate ma senza coda. Le pareti dell'endotecio sono radiali.
Gineceo: lo stilo è filiforme, mentre gli stigmi dello stilo sono due e divergenti. L'ovario è infero uniloculare formato da 2 carpelli. Lo stilo è ingrossato all'apice e con peli concentrati in un anello appena sotto la biforcazione stigmatica.
Il frutto è un achenio con un pappo. Gli acheni hanno delle forme cilindrico-spiraleggianti. La superficie ventrale è liscia o rugosa e non è costoluta; quella dorsale ha 3 - 5 forti coste o ali. Spesso sono presenti delle concavità tra le coste dorsali. La superficie in genere sericea o pelosa o glabra. Il pericarpo può avere una subepidermide sclerificata. Il pappo è formato da una o due righe di scaglie larghe o strette e ialine; talvolta è assente.

## Biologia
- Impollinazione: l'impollinazione avviene tramite insetti (impollinazione entomogama tramite farfalle diurne e notturne).
- Riproduzione: la fecondazione avviene fondamentalmente tramite l'impollinazione dei fiori (vedi sopra).
- Dispersione: i semi (gli acheni) cadendo a terra sono successivamente dispersi soprattutto da insetti tipo formiche (disseminazione mirmecoria). In questo tipo di piante avviene anche un altro tipo di dispersione: zoocoria. Infatti le brattee dell'involucro possono agganciarsi ai peli degli animali di passaggio disperdendo così anche su lunghe distanze i semi della pianta.

## Distribuzione e habitat
Il genere è diffuso nell'Africa australe con l'eccezione di un'unica specie, Arctotis maidenii, che è presente in Australia orientale.

## Tassonomia
La famiglia di appartenenza di questa voce (Asteraceae o Compositae, nomen conservandum) probabilmente originaria del Sud America, è la più numerosa del mondo vegetale, comprende oltre 23.000 specie distribuite su 1.535 generi, oppure 22.750 specie e 1.530 generi secondo altre fonti (una delle checklist più aggiornata elenca fino a 1.679 generi). La famiglia attualmente (2021) è divisa in 16 sottofamiglie.

### Filogenesi
Le piante di questa voce appartengono alla sottotribù Arctotidinae (tribù Arctotideae) della sottofamiglia Vernonioideae. Questa assegnazione è stata fatta solo ultimamente in base ad analisi di tipo filogenetico sul DNA delle piante. Precedenti classificazioni descrivevano queste piante nella sottofamiglia Cichorioideae.
Si distingue dal resto dei generi della sottotribù in quanto le foglie sono poco dentate, gli acheni sono fortemente costati e spesso con cavità tra le coste.
Questo genere così come è definito attualmente è polifiletico. Dalle analisi filogenetiche del DNA risulta che le specie di Arctotis appartengono ad almeno tre distinti cladi, ben individuati anche morfologicamente. Tradizionalmente il genere è suddiviso in oltre una dozzina di sezioni. Le attuali ricerche hanno individuato i seguenti 9 gruppi:
- Gruppo Arctotis dregei: questa specie è assegnata alla sect. Anomala  K. Lewin. I caratteri principali sono soprattutto concentrali nel frutto: la forma degli acheni è obovoide-ellittica, tangenzialmente appiattita e con 2 ampie ali abassiali che creano un'unica cavità (altre ali adassiali sono presenti ma più corte; il pappo è formato da squame disposte su 2 spirali.
- Gruppo Arctotis breviscapa: questa specie è assegnata alla sect. Leptorhizae K. Lewin. Gli acheni sono compressi con forme oblanceolate; questi frutti sono gli unici ad avere 2 ali adassiali ben sviluppate, oltre a 3 ali abassiali.
- Gruppo Arctotis arctotoides: questo è un gruppo con 6 specie assegnata alla sect. Austro-orientales K. Lewine alla sect. Caudatae K. Lewin insieme ad due specie di Cymbonotus. Gli acheni in questo gruppo hanno 2 o 3 ali abassiali con una singola cavità da lineare a sinuato-lineare.
- Gruppo Arctotis maidenii e A. perfoliata: queste due specie hanno gli acheni grandi con forme obovoidi, appiattiti tangenzialmente e forniti di 3 ali abassiali e 2 creste adassiali.
- Gruppo Arctotis hirsuta: questa specie è assegnata alla sect. Hirsutae K. Lewin. Gli acheni sono piccoli (lunghezza fino a 2,75 mm) ed hanno due cavità abassiali con forme ovato-lineari.
- Gruppo Arctotis semipapposa: questa specie è collocata nella sect. Acuminatae K. Lewin. La forma degli acheni è obovata-cilindrica con base larga, 3 ali abassiali formanti 2 cavità lineari-sinuate e 2 creste adassiali.
- Gruppo Arctotis acaulis e A. verbascifolia: queste due specie si trovano nella sect. Acaules K. Lewin e setc. Adpressae K. Lewin rispettivamente. La forma degli acheni è obconico-obovoidale, con 3 ali abassiali e 2 creste adassiali; le ali sono fuse nella parte inferiore, mentre la base del frutto termina in un breve "peduncolo"; il pappo, biseriato, è formato da squame libere.
- Gruppo Arctotis graminea: questa specie è assegnata alla sect. Revolutae K. Lewin. Gli acheni, con forme obconico-obovoidi, si distinguono per avere un pappo biseriato ridotto.
- Gruppo Arctotis angustifolia: questo gruppo comprende 11 specie di 7 sezioni diverse. Gli acheni hanno delle forme variamente obconiche con 3 ali abassiali ben sviluppate e 2 creste adassiali; il pappo composto di squame è biseriato.

Il numero cromosomico delle specie di questo gruppo è: 2n = 18.

### Elenco delle specie
Per questo genere sono assegnate le seguenti 67 specie:
- Arctotis acaulis L.
- Arctotis acuminata  K.Lewin
- Arctotis adpressa  DC.
- Arctotis angustifolia  L.
- Arctotis arctotoides  O.Hoffm.
- Arctotis argentea  Thunb.
- Arctotis aspera  L.
- Arctotis auriculata  Jacq.
- Arctotis bellidiastrum  (S.Moore) K.Lewin
- Arctotis bellidifolia  P.J.Bergius
- Arctotis breviscapa  Thunb.
- Arctotis campanulata  DC.
- Arctotis canescens  DC.
- Arctotis caudata  K.Lewin
- Arctotis debensis  R.J.McKenzie
- Arctotis decurrens  O.Hoffm.
- Arctotis decurrens  Jacq.
- Arctotis diffusa  Thunb.
- Arctotis dimorphocarpa  R.J.McKenzie
- Arctotis discolor  Beauverd
- Arctotis dregei  Turcz.
- Arctotis elongata  Thunb.
- Arctotis erosa  Beauverd
- Arctotis fastuosa  Jacq.
- Arctotis flaccida  Jacq.
- Arctotis formosa  Thunb.
- Arctotis fosteri  N.E.Br.
- Arctotis frutescens  Norl.
- Arctotis glabrata  Jacq.
- Arctotis glandulosa  Thunb.
- Arctotis gowerae  E.Phillips
- Arctotis gumbletonii  Hook.f.
- Arctotis hirsuta  Beauverd
- Arctotis hispidula  Beauverd
- Arctotis incisa  Thunb.
- Arctotis laciniata  Lam.
- Arctotis lanceolata  Harv.
- Arctotis leiocarpa  Harv.
- Arctotis leucanthemoides  Jacq.
- Arctotis linearis  Thunb.
- Arctotis merxmuelleri  Friedrich
- Arctotis microcephala  Beauverd
- Arctotis muricata  Thunb.
- Arctotis paniculata  Jacq.
- Arctotis perfoliata  Beauverd
- Arctotis pinnatifida  Thunb.
- Arctotis pusilla  DC.
- Arctotis reptans  Jacq.
- Arctotis revoluta  Jacq.
- Arctotis rogersii  (S.Moore) K.Lewin
- Arctotis roodae  Hutch.
- Arctotis rotundifolia  K.Lewin
- Arctotis scabra  Thunb.
- Arctotis schlechteri  K.Lewin
- Arctotis schraderi  (DC.) Beauverd
- Arctotis scullyi  Dümmer
- Arctotis serpens  (S.Moore) K.Lewin
- Arctotis setosa  K.Lewin
- Arctotis spinulosa  Jacq.
- Arctotis stoechadifolia  P.J.Bergius
- Arctotis suffruticosa  K.Lewin
- Arctotis sulcocarpa  K.Lewin
- Arctotis tricolor  Jacq.
- Arctotis venidioides  DC.
- Arctotis venusta  Norl.
- Arctotis verbascifolia  Harv.
- Arctotis virgata  Jacq.

### Sinonimi
Sono elencati alcuni sinonimi per questa entità:
- Anemonospermos Boehm.
- Antrospermum  Sch.Bip.
- Cleitria  Schrad.
- Damatris  Cass.
- Lycotis  Hoffmanns.
- Odontoptera  Cass.
- Stegonotus  Cass.